# Гінтер-Ґраушпіц
Гінтер-Ґраушпіц (нім. Hinter Grauspitz) — гора в Ліхтенштейні, висотою — 2 574 м. Ця гора належить до гірського масиву Ретікон в Східних Альпах, поблизу швейцарсько-ліхтенштейнського пограниччя.
Гора розташована в південній частині Ліхтенштейну. На південний схід від столиці країни — Вадуца, в її підніжжі розкинулася комуна-община Трізен.